# Klein Rhüden
Klein Rhüden è una frazione (Ortsteil) della città di Seesen, nel land della Bassa Sassonia, in Germania.

## Storia
Già comune autonomo nel circondario di Gandersheim, fu soppresso e incorporato a Seesen il 1º marzo 1974.